# Lucie Weidt

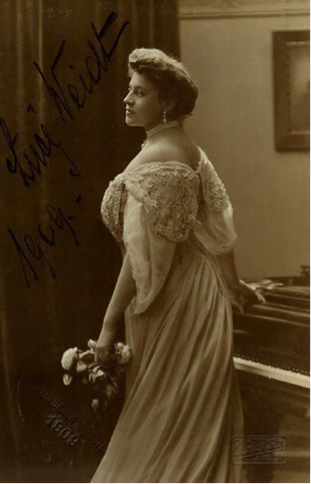
Lucie Weidt, 1909
Fotografie: Carl Pietzner

Lucie Weidt, eigentlich Marie-Luise, auch Lucy (11. Mai 1876 in Troppau, Österreichisch-Schlesien – 28. oder 31. Juli 1940 in Wien), war eine österreichische Opernsängerin der Stimmlage Sopran, langjähriges Ensemblemitglied der Wiener Staatsoper, dortselbst Kammersängerin und später Ehrenmitglied, die insbesondere für die Gestaltung hochdramatischer Rollen bei Richard Wagner und Richard Strauss Berühmtheit erlangte.
Sie gastierte in München, New York, Buenos Aires, Mailand und anderenorts.

## Leben und Werk
Es kursieren verschiedene Geburtsdaten und -orte. Laut Kutsch/Riemens wurde sie 1876 in Troppau geboren, laut Eisenberg erst 1879 in Cilli. Sie war die Tochter des Komponisten, Dirigenten und Chorleiters Heinrich Weidt (1824–1901) und Schwester des Komponisten und Chorleiters Karl Weidt (1857–1936). Der Vater war auch ihr erster Lehrer. Sie setzte ihr Gesangsstudium am Hoch’schen Konservatorium in Frankfurt am Main fort und nahm schließlich Unterricht bei der Wiener Hofopernsängerin Rosa Papier, zuerst privat und später am Konservatorium der Gesellschaft der Musikfreunde. 1900 ging sie an das Stadttheater Leipzig, „wo sie zwei Jahre eine geachtete Stellung einnahm“, so Eisenberg. Sie debütierte als Elisabeth in Wagners Tannhäuser und gastierte bereits 1901 an der Hofoper in Dresden. Im Jahr darauf wurde sie von Gustav Mahler an die k.u. k. Hofoper zu Wien verpflichtet, deren Ensemble sie von November 1902 bis Ende August 1927 als lyrische und dramatische Sopranistin angehörte. Auch in Wien debütierte sie als Tannhäuser-Elisabeth, bekam aber bereits in den ersten Wochen ihres Vertrags von Mahler weitere Hauptrollen übertragen – die Titelpartie in Verdis Aida, die Valentine in Meyerbeers Hugenotten und die Lisa in Pjotr Tschaikowskis Pique Dame, einer ihrer frühen großen Erfolge in Wien. Schnell konnte sich Lucie Weidt an der Hofoper behaupten, in Nachfolge von Sophie Sedlmair, die sich 1906 endgültig zurückzog, und im Wettstreit mit Anna von Mildenburg, die ebenso wie sie die Leonore im Fidelio und die großen heroischen Partien Wagners sang, Senta, Brünnhilde und Isolde. Parallel dazu konnte sich Lucie Weidt auch im lyrischen Fach etablieren, in drei Mozartpartien (als Figaro-Gräfin, Donna Anna und Pamina) und als Agathe im Weber'schen Freischütz. Das ÖBL schreibt: „Im Gegensatz zu ihrer Kollegin Anna Bahr-Mildenburg, die das düstere, dämon. Element verkörperte, war W(eidt) Sinnbild für helle, jugendl.-anmutige Gestaltung.“ Ihre Qualitäten wurden auch im Ausland erkannt, sie erhielt Einladungen nach Prag und Frankfurt am Main. Ab 1908 intensivierten sich die Gastspielreisen. Sie wurde nach Amsterdam, Brüssel, Paris und London eingeladen, sang mehrfach an der Münchner Hofoper und war in der Spielzeit 1910–11 an der Metropolitan Opera in New York verpflichtet. Dort gab sie erfolgreich die Tannhäuser-Elisabeth sowie die Brünnhilde in Walküre und Siegfried und war weiters in vier der Met-Sonntagskonzerte zu hören. 1912 gastierte sie erstmals am Teatro Colon von Buenos Aires und neuerlich am Opernhaus von Zürich, 1914 verkörperte sie die Kundry in der Mailänder Erstaufführung des Parsifal. Parallel zu ihren Auslandsverpflichtungen übernahm sie auch in Wien neue Hauptrollen, beispielsweise 1909 erstmals die Chrysothemis in der Strauss'schen Elektra oder die Desdemona in Verdis Othello. Als „Höhepunkt ihrer Laufbahn“ beschreibt das ÖBL die Gestaltung der Feldmarschallin in der Wiener Erstaufführung des Rosenkavaliers von Hugo von Hofmannsthal und Richard Strauss am 8. April 1911 – mit Marie Gutheil-Schoder und Gertrude Förstel (als Octavian und Sophie), Richard Mayr und Rudolf Hofbauer (als Ochs von Lerchenau und Herr von Faninal), es dirigierte Franz Schalk. Die Sängerin sollte diese Rolle insgesamt 70-mal an der Wiener Oper übernehmen, gefolgt von 62 Vorstellungen als Leonore im Fidelio und 57 Vorstellungen als Elisabeth im Tannhäuser. Auch in Wien verkörperte sie die Kundry im Parsifal, allerdings erst in dritter Besetzung, nach Anna Bahr-Mildenburg und Paula Windheuser. Dies kann auch daran gelegen haben, dass sich die Mailänder und die erste Wiener Aufführungsserie überschnitten, erstere ab 9. Januar, letztere ab 14. Januar. Die Kundry wird in der Literatur als eine ihrer Glanzrollen beschrieben, neben der Fidelio-Leonore und der Feldmarschallin. Im März 1916 erhielt sie viel Zuspruch für die Gestaltung der Titelpartie von Glucks Alceste, ebenso im Februar 1918, als sie in der Wiener Erstaufführung der Jenůfa von Leoš Janáček die Küsterin verkörperte. Der Komponist selbst soll ihre Darstellung gelobt haben. Küsterin und die Herodias in der Salome standen für den Umstieg in das Charakterfach, wiewohl sie weiterhin die jugendliche Elisabeth im Tannhäuser sang. Als „ebenso ereignishaft“ wie ihre Marschallin beschreibt das ÖBL ihre Gestaltung der Amme in der Uraufführung Die Frau ohne Schatten am 10. Oktober 1919 in der Wiener Staatsoper. Ihre Partner waren Karl Aagard Østvig und Maria Jeritza (Kaiser und Kaiserin), Lotte Lehmann und Richard Mayr (Färberin und Barak, der Färber), es dirigierte wiederum Franz Schalk. Als ihre letzte Vorstellung verzeichnet das Archiv der Wiener Staatsoper, welches jedoch noch nicht vollständig diese Zeitspanne erfasst, die Venus im Tannhäuser am 23. November 1928. Die Künstlerin war zumindest zweimal verheiratet, erst mit dem Generalkonsul Josef von Uerményi (gest. 1925), dann ab 1927 mit dem Gesandten Johann Andreas Freiherr von Eichhoff. Nach ihrem Abschied von der Bühne wirkte sie als Gesangspädagogin.

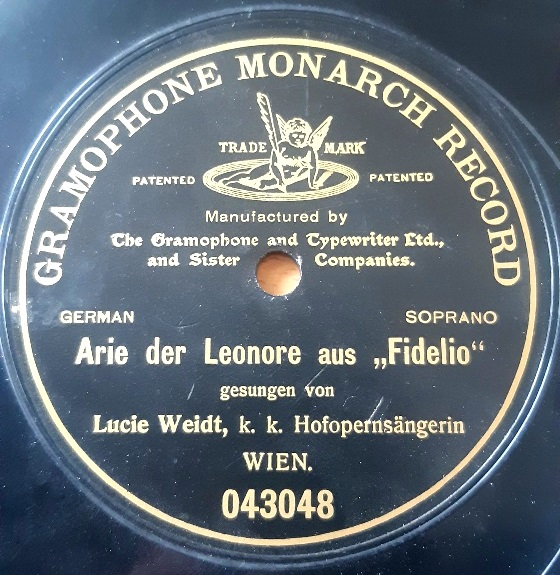
Schallplatte von Lucie Weidt (Wien 1904)

Die Stimme von Lucie Weidt ist auf Schallplatten der Marken G&T (Wien 1904) und Gramophone (Wien 1909) sowie zwei Edison-Walzen (Wien 1907) zu hören.

## Rollen (Auswahl)

### Uraufführungen
- Orestes von Felix Weingartner, Opernhaus Leipzig, 15. Februar 1902
- Götz von Berlichingen von Felix Weingartner, Wiener Hofoper, 18. Mai 1910 – Adelheid
- Oberst Chabert von Hermann Wolfgang von Waltershausen, Wiener Hofoper, 25. November 1912 – Rosina
- Die Frau ohne Schatten von Hofmannsthal und Strauss, Wiener Staatsoper, 10. Oktober 1919 – Amme

### Repertoire
| Beethoven: - Leonore in Fidelio Gluck: - Titelpartie in Alceste - Artemis in Iphigénie in Aulis Janáček: - Küsterin in Jenůfa Mascagni: - Santuzza in Cavalleria rusticana Meyerbeer: - Valentine in Die Hugenotten Mozart: - Gräfin Almaviva in Hochzeit des Figaro - Donna Anna im Don Giovanni - Pamina in der Zauberflöte Pfitzner: - Minneleide in der Rose vom Liebesgarten Smetana: - Jutta und Milada in Dalibor Richard Strauss: - Herodias in Salome - Chrysothemis in Elektra - Feldmarschallin im Rosenkavalier - Titelpartie in Ariadne auf Naxos - Amme in der Frau ohne Schatten |  | Tschaikowski: - Lisa in Pique Dame Verdi: - Elisabetta in Don Carlo - Titelpartie in Aida - Desdemona in Otello Wagner: - Irene im Rienzi - Senta im Fliegenden Holländer - Elisabeth und Venus in Tannhäuser und der Sängerkrieg auf Wartburg - Elsa und Ortrud im Lohengrin - Isolde in Tristan und Isolde - Fricka in Das Rheingold - Sieglinde und Brünnhilde in Die Walküre - Brünnhilde im Siegfried - Brünnhilde in Götterdämmerung - Kundry in Parsifal Weber: - Agathe im Freischütz - Titelpartie in Euryanthe |

## Tondokumente

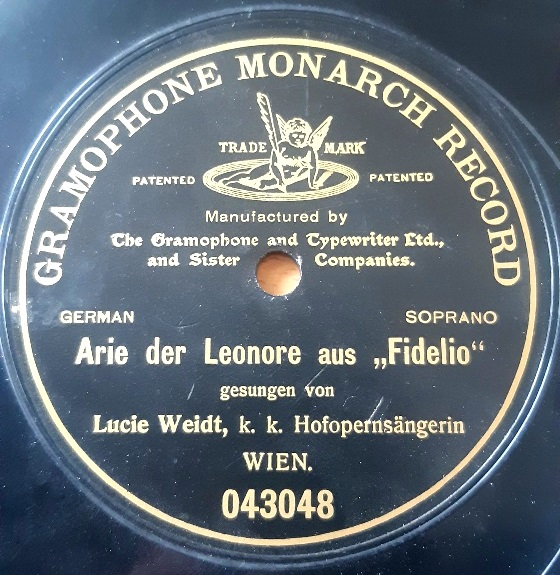
Schallplatte von Lucie Weidt (Wien 1904)

Lucie Weidt hinterließ Schallplatten für G&T (Wien 1904) und Gramophone (Wien 1909).
Es gibt nur wenig erhaltene Aufnahmen ihrer Gesangskunst:
- die große Leonoren-Arie „Abscheulicher! Wo eilst Du hin ...“,[2]
- die Ozean-Arie aus Webers Oberon,[2]
- Szene der Agathe aus dem Freischütz, 1904 mit Klavierbegleitung aufgenommen,[3]
- die Arie der Sieglinde „Der Männer Sippe sass hier im Saal“ aus der Walküre,[3]
- die Arie der Brünnhilde „Ewig war ich, Ewig bin ich“ aus dem Siegfried[4]
- Szene Brünnhilde/Siegfried aus dem I. Akt der Götterdämmerung, mit Erik Schmedes (Siegfried).[3]
- Gebet aus Tannhäuser[5]
- Isoldes Liebestod aus Tristan und Isolde[6]
- Zu neuen Taten aus Die Götterdämmerung gemeinsam mit Erik Schmedes[7]

## Auszeichnungen
- Kammersängerin der Republik Österreich
- 1927 Ehrenmitglied der Wiener Staatsoper